# Gare de La Villette-Saint-Prest
Gare de La Villette-Saint-Prest vasútállomás Franciaországban, Saint-Prest településen.

## Vasútvonalak
Az állomást az alábbi vasútvonalak érintik:
- Párizs–Brest-vasútvonal

## Kapcsolódó állomások
A vasútállomáshoz az alábbi állomások vannak a legközelebb:
- Gare de Chartres (Gare de Brest, Párizs–Brest-vasútvonal)
- Gare de Jouy (Paris Gare Montparnasse, Párizs–Brest-vasútvonal)